# 彼女達のエクス・デイ
『彼女達のエクス・デイ』（かのじょたちのエクス・デイ）は、水城せとなの漫画作品。「月刊プリンセス」（秋田書店）2002年4月号から12月号まで連載されていた。単行本は全2巻。

## あらすじ
部活を辞めた自分に、戻ることを期待する後輩や顧問。そんな周りに嫌気がさした梨花。ある日、学校のパソコンでチャットをしている時、「学校なんてなくなればいいのに」と言うと、たった一人ポラリスという人が自分の意見に賛同し、「こんな学校 吹き飛ばしてやろう」と提案する。
そうして、学校爆破という目的の下に、4人が集った。学校爆破のXデーまで、爆破という“共通の目標”を心の支えにして日々を耐えていこうと誓うが……。

## 登場人物
鷺沼 梨花（さぎぬま りか）
高校3年。元陸上部。走高跳の花形選手として活躍し、2年の頃に、インターハイで2位になった。付き合っていた彼氏が部の後輩を好きになってしまい別れた。H・Nは「11」（イレブン）。
嶋田 七果（しまだ ななか）
高校3年生。梨花とは1年の時同じクラスだった。学校ではおとなしく無口だが、私生活ではゴスロリファッションに身を包んでいる。その姿の時は、ハキハキとしている。H・Nは「ポラリス」。
月村 弓彦（つくむら ゆみひこ）
2年生。H・Nは「金さん」。母親から虐待されている。梨花がまだ陸上部にいた頃に一目惚れした。
片野 玲一（かたの れいいち）
生物教師。職員たちの、理事長派・校長派の派閥争いにうんざりしている。
H・Nは「ジャンガリアン」。チャットでは顔文字を多用する。ジャンガリアンハムスターを飼っている。
数回食事をしただけで、「婚約した」と吹聴する理事長の娘につきまとわれている。